# 자동차 운전면허

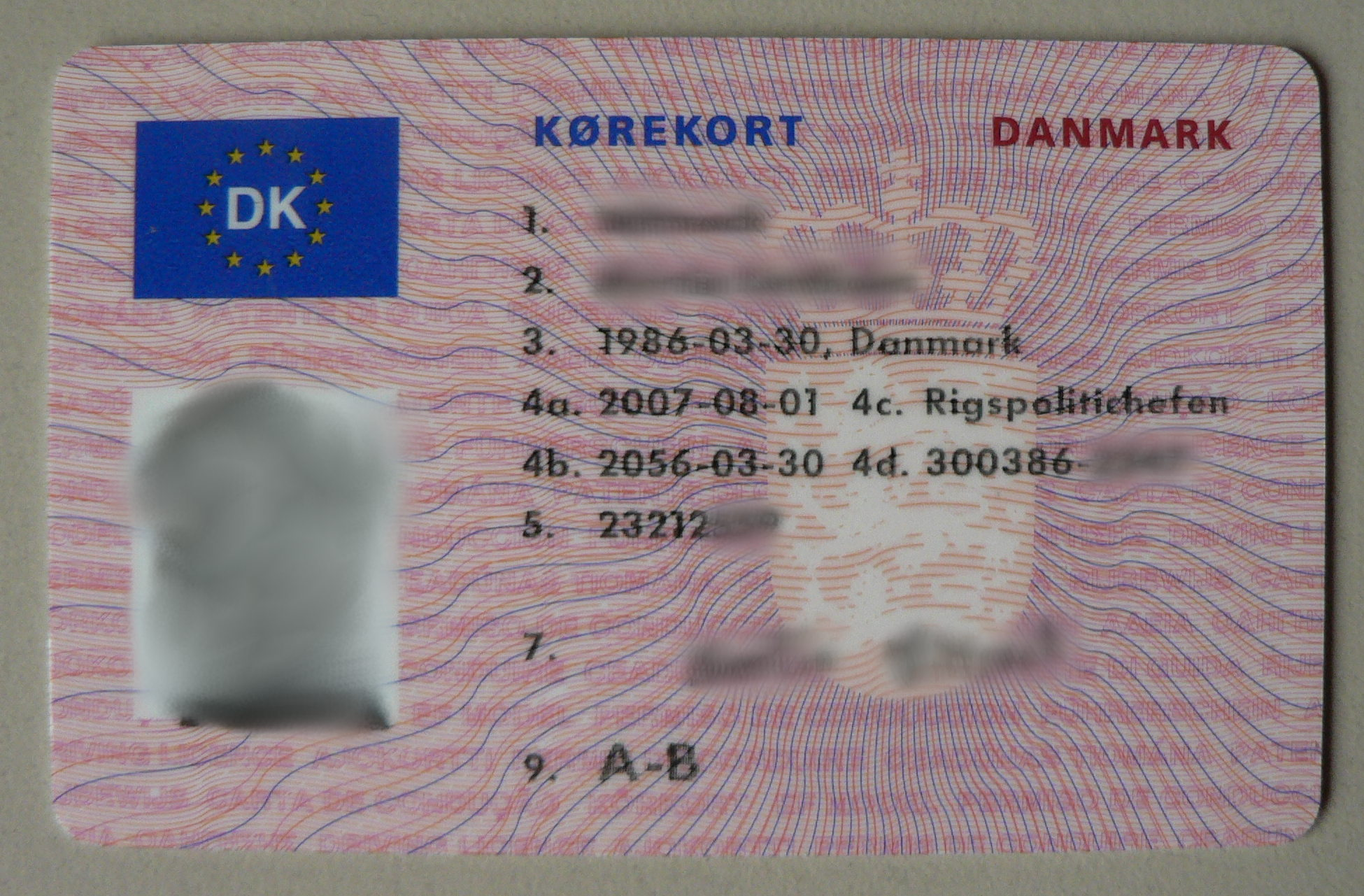

자동차 운전면허(自動車 運轉免許)는 도로에서 자동차 혹은 특수장비를 운전할 수 있음을 증명하는 공문서이다.
첫 운전면허는 1885년 최초의 내연기관 자동차를 발명한 칼 벤츠에게 바덴공국이 발급해준 면허가 최초의 운전면허이다.
그후 최초의 상업용 면허는 1910년 8월 1일 미국에서 직업 운전기사를 대상으로 시행되었고, 모든 운전자에게 운전면허제도를 시행한것은 1913년 7월 뉴저지주이다.

## 국제운전면허증
국제운전면허증은 1949년 제네바 협약(도로교통에 관한 협약) 및 1968년 비엔나 협약(도로교통에 관한 협약)에 따라서 각국의 권한 있는 기관이 발급한 해외 운전 자격을 증명하는 면허증이나 여러 상황에 의해 비준하지 못하는 상황이다. 2002년 1월 1일부터 1968년 도로 교통에 관한 비엔나 협약에 비준 및 준수 하고 있는 협약국에서 발급 받은 유효한 국제 면허증으로 국내에서 운전을 허용하며 기간은 입국 후 1년이다.
필요 서류는 다음과 같다:
- 본인 여권
- 본인 운전면허증
- 여권용 사진 1매
- 수수료

### 운전면허 상호 불인정국가
대한민국과 아래 나라에서는, 각국에서 취득한 운전면허가 상호 인정되지 않는다. 이러한 경우에는 국제운전면허증을 발급받더라도 해당 국가의 규정에 따라 운전이 불가능하거나 운전할 수 있는 기간이 제한된다. 상호 불인정국가에서 취득한 운전면허를 가지고 있더라도 특정한 비자를 발급받아 대한민국에 입국한 사람은 간이학과시험을 면제받아 간단한 절차를 통해 대한민국의 운전면허증을 발급받을 수 있다.
| - 나우루 - 노르웨이 - 뉴질랜드 - 도미니카 공화국 - 트리니다드 토바고 - 라트비아 - 리투아니아 - 마셜 제도 - 멕시코 - 모리타니 - 몰타 - 미국 (일부 주정부 상호인정) | - 미크로네시아 연방 - 바하마 - 베냉 - 베네수엘라 - 벨리즈 - 벨라루스 - 볼리비아 - 불가리아 - 북마리아나 제도 (사이판) - 사우디아라비아 - 세인트키츠 네비스 - 수리남 | - 소말리아 - 스웨덴 - 슬로바키아 - 슬로베니아 - 싱가포르 - 아르메니아 - 아르헨티나 - 아제르바이잔 - 안도라 - 앤티가 바부다 - 에콰도르 - 예멘 | - 이란 - 이스라엘 - 이집트 - 이라크 - 오스트레일리아만 24세이상 면허 상호교환가능 - 자메이카 - 잠비아 - 중국 (일부 성정부 상호인정) - 차드 - 칠레 - 키리바시 - 키르기스스탄 | - 콜롬비아 - 투발루 - 투르크메니스탄 - 토고 - 파라과이 - 팔라우 - 피지 |

## 문학 작품 속의 자동차 운전면허증
움베르토 에코의 "운전 면허증을 재발급받는 방법"이란 에세이는 운전 면허증을 재발급받기 위해 온갖 우여곡절을 겪은 다음에야 겨우 재발급을 받는 데 성공한다는 내용의 익살스러운 내용을 담고 있다.

## 판례
- 운전면허 행정처분처리대장상 벌점의 배점은 도로교통법규 위반행위를 단속하는 기관이 도로교통법시행규칙 별표 16의 정하는 바에 의하여 도로교통법규 위반의 경중, 피해의 정도 등에 따라 배정하는 점수를 말하는 것으로 자동차운전면허의 취소, 정지처분의 기초자료로 제공하기 위한 것이고 그 배점 자체만으로는 아직 국민에 대하여 구체적으로 어떤 권리를 제한하거나 의무를 명하는 등 법률적 규제를 하는 효과를 발생하는 요건을 갖춘 것이 아니어서 그 무효확인 또는 취소를 구하는 소송의 대상이 되는 행정처분이라고 할 수 없다.[4]

## 같이 보기
- 연비 주행(그린 드라이빙, en:Fuel economy-maximizing behaviors)